# ۸۴۰ (میلادی)

## رویدادها
- زمین‌لرزه اهواز. در سال ۲۲۵ ق زمین لرزه ویرانگری در زاگرس روی داد. در اهواز خانه‌های بسیار و نیز مسجد جامع ویران شد و مردم شهر را ترک کردند. تپه مشرف به اهواز شکاف برداشت. پس لرزه‌ها مدتی ادامه داشت.

## زادگان
- زاده شدن یعقوب لیث نخستین پادشاه سلسله صفاری در ایران.